# Ligue des champions masculine de l'EHF 2007-2008
Navigation
Ligue des champions 2006-2007 Ligue des champions 2008-2009
La saison 2007-2008 de la Ligue des champions masculine de l'EHF est la 48e édition de la compétition, anciennement Coupe d'Europe des clubs champions. Organisée par l'EHF, elle met aux prises 40 équipes européennes.
Cette édition a vu le BM Ciudad Real remporter son deuxième titre aux dépens du THW Kiel et succède ainsi à ce même club.

## Présentation

### Formule
Huit équipes se sont qualifiées par le biais d'un tour qualificatif au début du mois de septembre et ont rejoint les 24 déjà qualifiées en fonction du classement de leur pays réalisé à partir des performances des années précédentes. Les 32 équipes ont été réparties dans huit groupes de quatre, où elles disputeront un championnat à 6 journées. Les deux premiers de chaque groupe seront qualifiés pour le tour principal.
Donc, les 16 équipes qualifiées sont réparties dans quatre groupes de quatre, dans lesquelles les deux premières équipes sont qualifiées pour les quarts de finale en match aller et retour, dont les vainqueurs s’affronteront en demi-finales en match aller et retour et enfin les deux équipes qualifiées pour la finale s’affrontent, là aussi, en match aller et retour.

### Participants
| 1er | THW Kiel               |  |  |
| 2e  | HSV Hambourg           |  |  |
| 3e  | SG Flensburg-Handewitt |  |  |
| 4e  | VfL Gummersbach        |  |  |
|     | Espagne                |  |  |
| 1er | BM Ciudad Real         |  |  |
| 2e  | Portland San Antonio   |  |  |
| 3e  | CB Ademar León         |  |  |

|     | France          | Hongrie        | Slovénie           | Russie                 |
| --- | --------------- | -------------- | ------------------ | ---------------------- |
| 1er | US Ivry         | SC Pick Szeged | RK Celje           | Medvedi Tchekhov       |
| 2e  | Montpellier AHB | Veszprém KSE   | RK Gorenje Velenje | Zarya Caspia Astrakhan |

|     | Bosnie-Herzégovine | Croatie   | Danemark          | Suède       | Suisse               | Ukraine        | Slovaquie        | Pologne        | République tchèque |
| --- | ------------------ | --------- | ----------------- | ----------- | -------------------- | -------------- | ---------------- | -------------- | ------------------ |
| 1er | RK Bosna Sarajevo  | RK Zagreb | GOG Svendborg TGI | Hammarby IF | Kadetten Schaffhouse | ZTR Zaporijjia | HT Tatran Prešov | Zagłębie Lubin | HC Baník Karviná   |

| Voie des Champions | |
| --- | --- |
| - Autriche : A1 Bregenz - Belgique : KV Sasja HC Hoboken - Biélorussie : HC Meshkov Brest - Chypre : SPE Strovolos Nicosie - Estonie : Põlva Serviti - Islande : Valur Reykjavik - Italie : Handball Casarano | - Lituanie : Viking Malt Panevėžys - Macédoine : Vardar Skopje - Norvège : Drammen HK - Portugal : ABC Braga - Roumanie : HCM Constanța - Serbie : Étoile rouge de Belgrade - Turquie : Beşiktaş JK |

| Voie de la Ligue                                                       |
| ---------------------------------------------------------------------- |
| - Deuxième : Danemark : Viborg HK - Quatrième : Espagne : FC Barcelone |

## Tour préliminaire
Le tour préliminaire a lieu du 29 août au 9 septembre 2007 :
| Équipe                   | Aller | Total | Retour | Équipe              |
| ------------------------ | ----- | ----- | ------ | ------------------- |
| ABC Braga                | 26-28 | 54-65 | 28-37  | FC Barcelone        |
| HCM Constanța            | 31-26 | 63-48 | 32-22  | KV Sasja HC Hoboken |
| Vardar Skopje            | 37-22 | 67-52 | 30-30  | Põlva Serviti       |
| Handball Casarano        | 28-31 | 57-67 | 29-36  | A1 Bregenz          |
| Viborg HK                | 35-23 | 80-45 | 45-22  | Beşiktaş JK         |
| Viking Malt Panevėžys    | 19-28 | 43-61 | 24-33  | Valur Reykjavik     |
| SPE Strovolos Nicosie    | 26-38 | 53-68 | 27-30  | Drammen HK          |
| Étoile rouge de Belgrade | 25-33 | 53-71 | 28-38  | HC Meshkov Brest    |

## Phase de groupes

### Composition des chapeaux
Le tirage au sort a eu lieu le 28 juin 2007 à Vienne, en Autriche :
| Chapeau 1         | Chapeau 2              | Chapeau 3            | Chapeau 4        |
| ----------------- | ---------------------- | -------------------- | ---------------- |
| THW Kiel          | Portland San Antonio   | VfL Gummersbach      | FC Barcelone     |
| BM Ciudad Real    | HSV Hambourg           | ZTR Zaporijjia       | Viborg HK        |
| SC Pick Szeged    | Veszprém KSE           | Hammarby IF          | HCM Constanța    |
| RK Celje          | RK Gorenje Velenje     | HT Tatran Prešov     | Vardar Skopje    |
| US Ivry           | Montpellier AHB        | RK Bosna Sarajevo    | Valur Reykjavik  |
| GOG Svendborg TGI | Zarya Caspia Astrakhan | HC Baník Karviná     | Drammen HK       |
| Medvedi Tchekhov  | CB Ademar León         | Zagłębie Lubin       | HC Meshkov Brest |
| RK Zagreb         | SG Flensburg-Handewitt | Kadetten Schaffhouse | A1 Bregenz       |

### Légende
| Légende pour le classement - Qualification pour le tour principal - Reversé en 1/8 de finale de la Coupe des coupes - Éliminé | Légende pour les scores - Équipe à domicile victorieuse - Match nul - Équipe à l'extérieur victorieuse |

### Groupe A
|   | Équipe                 | Pts | J | G | N | P | Bp  | Bc  | Diff |  | Résultats (dom.\ext.) |       |       |       |       |
| - | ---------------------- | --- | - | - | - | - | --- | --- | ---- |  | --------------------- | ----- | ----- | ----- | ----- |
| 1 | FC Barcelone           | 12  | 6 | 6 | 0 | 0 | 206 | 155 | 51   |  | FC Barcelone          |       | 34-26 | 34-27 | 43-25 |
| 2 | US Ivry                | 6   | 6 | 3 | 0 | 3 | 170 | 172 | -2   |  | US Ivry               | 27-29 |       | 36-32 | 32-22 |
| 3 | Zarya Caspia Astrakhan | 5   | 6 | 2 | 1 | 3 | 172 | 170 | 2    |  | Dinamo Astrakhan      | 30-31 | 29-22 |       | 32-25 |
| 4 | HC Baník Karviná       | 1   | 6 | 0 | 1 | 5 | 140 | 191 | -51  |  | HC Baník Karviná      | 20-35 | 26-27 | 22-22 |       |

### Groupe B
|   | Équipe          | Pts | J | G | N | P | Bp  | Bc  | Diff |  | Résultats (dom.\ext.) |       |       |       |       |
| - | --------------- | --- | - | - | - | - | --- | --- | ---- |  | --------------------- | ----- | ----- | ----- | ----- |
| 1 | THW Kiel        | 12  | 6 | 6 | 0 | 0 | 210 | 169 | 41   |  | THW Kiel              |       | 32-24 | 37-28 | 38-24 |
| 2 | Montpellier AHB | 8   | 6 | 4 | 0 | 2 | 183 | 169 | 14   |  | Montpellier AHB       | 32-34 |       | 31-29 | 34-23 |
| 3 | Hammarby IF     | 2   | 6 | 1 | 0 | 5 | 184 | 185 | -1   |  | Hammarby IF           | 36-40 | 28-34 |       | 33-25 |
| 4 | HCM Constanța   | 2   | 6 | 1 | 0 | 5 | 152 | 192 | -40  |  | HCM Constanța         | 25-29 | 23-28 | 32-30 |       |

### Groupe C
|   | Équipe               | Pts | J | G | N | P | Bp  | Bc  | Diff |  | Résultats (dom.\ext.) |       |       |       |       |
| - | -------------------- | --- | - | - | - | - | --- | --- | ---- |  | --------------------- | ----- | ----- | ----- | ----- |
| 1 | CB Ademar León       | 9   | 6 | 4 | 1 | 1 | 171 | 159 | 12   |  | CB Ademar León        |       | 31-30 | 29-25 | 28-21 |
| 2 | RK Zagreb            | 5   | 6 | 2 | 1 | 3 | 169 | 167 | 2    |  | Kadetten Schaffhouse  | 29-29 |       | 31-27 | 36-30 |
| 3 | Kadetten Schaffhouse | 5   | 6 | 2 | 1 | 3 | 179 | 174 | 5    |  | RK Zagreb             | 25-26 | 30-27 |       | 28-28 |
| 4 | Vardar Skopje        | 5   | 6 | 2 | 1 | 3 | 161 | 180 | -19  |  | Vardar Skopje         | 29-28 | 26-34 | 27-26 |       |

### Groupe D
|   | Équipe               | Pts | J | G | N | P | Bp  | Bc  | Diff |  | Résultats (dom.\ext.) |       |       |       |       |
| - | -------------------- | --- | - | - | - | - | --- | --- | ---- |  | --------------------- | ----- | ----- | ----- | ----- |
| 1 | Portland San Antonio | 10  | 6 | 4 | 2 | 0 | 203 | 170 | 33   |  | Portland San Antonio  |       | 28-28 | 34-26 | 40-29 |
| 2 | GOG Svendborg TGI    | 8   | 6 | 3 | 2 | 1 | 196 | 181 | 15   |  | GOG Svendborg TGI     | 29-29 |       | 33-29 | 42-32 |
| 3 | HT Tatran Prešov     | 3   | 6 | 1 | 1 | 4 | 182 | 211 | -29  |  | A1 Bregenz            | 29-37 | 32-26 |       | 30-30 |
| 4 | A1 Bregenz           | 3   | 6 | 1 | 1 | 4 | 172 | 191 | -19  |  | HT Tatran Prešov      | 29-35 | 31-38 | 31-26 |       |

### Groupe E
|   | Équipe           | Pts | J | G | N | P | Bp  | Bc  | Diff |  | Résultats (dom.\ext.) |       |       |       |       |
| - | ---------------- | --- | - | - | - | - | --- | --- | ---- |  | --------------------- | ----- | ----- | ----- | ----- |
| 1 | HSV Hambourg     | 11  | 6 | 5 | 1 | 0 | 192 | 159 | 33   |  | HSV Hambourg          |       | 32-32 | 35-26 | 38-23 |
| 2 | Medvedi Tchekhov | 9   | 6 | 4 | 1 | 1 | 186 | 155 | 31   |  | Medvedi Tchekhov      | 26-29 |       | 36-27 | 28-29 |
| 3 | ZTR Zaporijjia   | 2   | 6 | 1 | 0 | 5 | 144 | 178 | -34  |  | Viborg HK             | 28-30 | 28-32 |       | 29-23 |
| 4 | Viborg HK        | 2   | 6 | 1 | 0 | 5 | 161 | 191 | -30  |  | ZTR Zaporijjia        | 24-28 | 20-32 | 35-23 |       |

### Groupe F
|   | Équipe          | Pts | J | G | N | P | Bp  | Bc  | Diff |  | Résultats (dom.\ext.) |       |       |       |       |
| - | --------------- | --- | - | - | - | - | --- | --- | ---- |  | --------------------- | ----- | ----- | ----- | ----- |
| 1 | VfL Gummersbach | 9   | 6 | 4 | 1 | 1 | 193 | 167 | 26   |  | VfL Gummersbach       |       | 32-28 | 32-30 | 34-22 |
| 2 | RK Celje        | 7   | 6 | 3 | 1 | 2 | 170 | 159 | 11   |  | RK Celje              | 28-27 |       | 28-23 | 34-24 |
| 3 | Veszprém KSE    | 6   | 6 | 2 | 2 | 2 | 184 | 171 | 13   |  | Veszprém KSE          | 35-35 | 24-24 |       | 41-28 |
| 4 | Valur Reykjavik | 2   | 6 | 1 | 0 | 5 | 151 | 201 | -50  |  | Valur Reykjavik       | 24-33 | 29-28 | 24-31 |       |

### Groupe G
|   | Équipe                 | Pts | J | G | N | P | Bp  | Bc  | Diff |  | Résultats (dom.\ext.)  |       |       |       |       |
| - | ---------------------- | --- | - | - | - | - | --- | --- | ---- |  | ---------------------- | ----- | ----- | ----- | ----- |
| 1 | BM Ciudad Real         | 12  | 6 | 6 | 0 | 0 | 213 | 153 | 60   |  | BM Ciudad Real         |       | 29-24 | 44-35 | 40-25 |
| 2 | SG Flensburg-Handewitt | 6   | 6 | 3 | 0 | 3 | 179 | 173 | 6    |  | SG Flensburg-Handewitt | 26-34 |       | 30-28 | 32-33 |
| 3 | Drammen HK             | 3   | 6 | 1 | 1 | 4 | 181 | 200 | -19  |  | Drammen HK             | 23-29 | 30-33 |       | 33-33 |
| 4 | Zaglebie Lubin         | 3   | 6 | 1 | 1 | 4 | 161 | 208 | -47  |  | Zaglebie Lubin         | 20-37 | 19-34 | 31-32 |       |

### Groupe H
|   | Équipe             | Pts | J | G | N | P | Bp  | Bc  | Diff |  | Résultats (dom.\ext.) |       |       |       |       |
| - | ------------------ | --- | - | - | - | - | --- | --- | ---- |  | --------------------- | ----- | ----- | ----- | ----- |
| 1 | SC Pick Szeged     | 12  | 6 | 6 | 0 | 0 | 192 | 134 | 58   |  | SC Pick Szeged        |       | 30-23 | 33-24 | 39-24 |
| 2 | RK Gorenje Velenje | 8   | 6 | 4 | 0 | 2 | 173 | 169 | 4    |  | RK Gorenje Velenje    | 17-29 |       | 37-28 | 30-27 |
| 3 | RK Bosna Sarajevo  | 2   | 6 | 1 | 0 | 5 | 152 | 186 | -34  |  | HC Meshkov Brest      | 22-24 | 30-36 |       | 30-24 |
| 4 | HC Meshkov Brest   | 2   | 6 | 1 | 0 | 5 | 154 | 182 | -28  |  | RK Bosna Sarajevo     | 24-37 | 25-30 | 28-20 |       |

## Tour principal
Les vainqueurs de chaque groupe sont qualifiés pour les demi-finales.

### Groupe 1
|   | Équipe           | Pts | J | G | N | P | Bp  | Bc  | Diff |  | Résultats (dom.\ext.) |       |       |       |       |
| - | ---------------- | --- | - | - | - | - | --- | --- | ---- |  | --------------------- | ----- | ----- | ----- | ----- |
| 1 | THW Kiel         | 10  | 6 | 5 | 0 | 1 | 191 | 160 | 31   |  | THW Kiel              |       | 28-25 | 32-26 | 36-30 |
| 2 | Medvedi Tchekhov | 6   | 6 | 3 | 0 | 3 | 183 | 176 | 7    |  | Medvedi Tchekhov      | 26-32 |       | 30-28 | 41-31 |
| 3 | CB Ademar León   | 6   | 6 | 3 | 0 | 3 | 173 | 171 | 2    |  | CB Ademar León        | 28-24 | 28-27 |       | 30-22 |
| 4 | US Ivry          | 2   | 6 | 1 | 0 | 5 | 173 | 213 | -40  |  | US Ivry               | 25-39 | 29-34 | 36-33 |       |

### Groupe 2
|   | Équipe             | Pts | J | G | N | P | Bp  | Bc  | Diff |  | Résultats (dom.\ext.) |       |       |       |       |
| - | ------------------ | --- | - | - | - | - | --- | --- | ---- |  | --------------------- | ----- | ----- | ----- | ----- |
| 1 | BM Ciudad Real     | 10  | 6 | 5 | 0 | 1 | 167 | 148 | 19   |  | BM Ciudad Real        |       | 25-23 | 27-24 | 30-24 |
| 2 | VfL Gummersbach    | 6   | 6 | 3 | 0 | 3 | 179 | 170 | 9    |  | VfL Gummersbach       | 27-28 |       | 30-25 | 33-30 |
| 3 | Montpellier AHB    | 6   | 6 | 3 | 0 | 3 | 175 | 179 | -4   |  | Montpellier AHB       | 28-26 | 41-37 |       | 29-26 |
| 4 | RK Gorenje Velenje | 2   | 6 | 1 | 0 | 5 | 156 | 180 | -24  |  | RK Gorenje Velenje    | 22-31 | 21-29 | 33-28 |       |

### Groupe 3
|   | Équipe                 | Pts | J | G | N | P | Bp  | Bc  | Diff |  | Résultats (dom.\ext.)  |       |       |       |       |
| - | ---------------------- | --- | - | - | - | - | --- | --- | ---- |  | ---------------------- | ----- | ----- | ----- | ----- |
| 1 | HSV Hambourg           | 8   | 6 | 3 | 2 | 1 | 187 | 180 | 7    |  | HSV Hambourg           |       | 32-29 | 32-29 | 32-30 |
| 2 | Portland San Antonio   | 6   | 6 | 2 | 2 | 2 | 179 | 172 | 7    |  | Portland San Antonio   | 32-32 |       | 35-27 | 30-22 |
| 3 | RK Zagreb              | 6   | 6 | 3 | 0 | 3 | 170 | 177 | -7   |  | RK Zagreb              | 27-26 | 29-23 |       | 29-25 |
| 4 | SG Flensburg-Handewitt | 4   | 6 | 1 | 2 | 3 | 176 | 183 | -7   |  | SG Flensburg-Handewitt | 33-33 | 30-30 | 36-29 |       |

### Groupe 4
|   | Équipe            | Pts | J | G | N | P | Bp  | Bc  | Diff |  | Résultats (dom.\ext.) |       |       |       |       |
| - | ----------------- | --- | - | - | - | - | --- | --- | ---- |  | --------------------- | ----- | ----- | ----- | ----- |
| 1 | FC Barcelone      | 8   | 6 | 4 | 0 | 2 | 194 | 174 | 20   |  | FC Barcelone          |       | 29-24 | 28-32 | 39-28 |
| 2 | GOG Svendborg TGI | 7   | 6 | 3 | 1 | 2 | 184 | 184 | 0    |  | GOG Svendborg TGI     | 35-33 |       | 28-25 | 34-33 |
| 3 | SC Pick Szeged    | 6   | 6 | 3 | 0 | 3 | 169 | 176 | -7   |  | SC Pick Szeged        | 28-33 | 34-33 |       | 20-19 |
| 4 | RK Celje          | 3   | 6 | 1 | 1 | 4 | 172 | 185 | -13  |  | RK Celje              | 27-32 | 30-30 | 35-30 |       |

## Phase finale
Le tirage au sort des demi-finales a eu lieu à Vienne le 18 mars.

### Première demi-finale
Grâce notamment aux 10 buts de Siarhei Rutenka, la large victoire à domicile lors du match aller (34-27) laissait augurer une qualification aisée en finale pour le BM Ciudad Real. Mais le HSV Hambourg de Guillaume et Bertrand Gille n'ont pas dit leur dernier mot et, portés les 13 000 spectateurs de la Color Line Arena, sont à un doigt de renverser la vapeur : un arrêt de Šterbik sur un tir de Guillaume Gille à 20 secondes de la fin du match et Hambourg ne s'impose que de 6 buts (32-26).
| 6 avril 2008 16h00 | BM Ciudad Real     | 34 – 27 | HSV Hambourg  | Quijote Arena, Ciudad Real Affluence : 5 200 Arbitrage : Miroslaw Baum et Marek Goralczyk |
| 6 avril 2008 16h00 | Siarhei Rutenka 10 | (18-14) | Heiko Grimm 6 | Quijote Arena, Ciudad Real Affluence : 5 200 Arbitrage : Miroslaw Baum et Marek Goralczyk |
| 6 avril 2008 16h00 | ×3 ×2              | Rapport | ×3 ×4         | Quijote Arena, Ciudad Real Affluence : 5 200 Arbitrage : Miroslaw Baum et Marek Goralczyk |

- BM Ciudad Real : Hombrados, Šterbik – Rutenka (10), Stefánsson (9), Entrerríos (3), Källman  (2), Uríos (2), Zorman (2), Davis Camara  (1), Dinart  (1), García Parrondo  (1), Laen (1), Morros (1), Pajovič  (1)
- HSV Hambourg : Bitter, Sandström, Müller – Grimm  (6), G. Gille  (5), Hens  (5), Lindberg (3), B. Gille  (2), K. Lijewski (2), Yoon  (2), Schult (1), Ursic (1), Souza, Torgovanov.

| 9 avril 2008 16h00 | HSV Hambourg  | 32 – 26 | BM Ciudad Real      | Color Line Arena, Hambourg Affluence : 13 000 Arbitrage : Gilles Bord et Olivier Buy |
| 9 avril 2008 16h00 | Pascal Hens 8 | (14-11) | Ólafur Stefánsson 8 | Color Line Arena, Hambourg Affluence : 13 000 Arbitrage : Gilles Bord et Olivier Buy |
| 9 avril 2008 16h00 | ×3 ×4         | Rapport | ×2 ×6 ×1            | Color Line Arena, Hambourg Affluence : 13 000 Arbitrage : Gilles Bord et Olivier Buy |

- HSV Hambourg : Bitter, Sandström, Müller – Hens (8), Lindberg (7), G. Gille (6), B. Gille  (5), Yoon (3), K. Lijewski  (2), Ursic (1), Souza , Grimm , Schult, Torgovanov .
- BM Ciudad Real : Hombrados, Šterbik – Stefánsson  (8), Rutenka  (6), Entrerríos  (4), Källman (4), Laen (2), Davis (1), Uríos (1), Dinart , Masachs Gelma, Morros , Pajovič , Zorman.

### Seconde demi-finale
Le THW Kiel s'impose de dix buts lors du match aller à domicile (41 à 31) et mène d'un but (20-19) à la mi-temps du match retour à Barcelone. Si le FC Barcelone s'impose finalement nettement de 7 buts, c'est bien Kiel qui se qualifie pour la finale.
| 6 avril 2008 16h00 | THW Kiel      | 41 – 31 | FC Barcelone       | Sparkassen-Arena, Kiel Affluence : 10 300 Arbitrage : Valentin Vakoula et Aleksandr Lioudovik |
| 6 avril 2008 16h00 | Filip Jícha 9 | (20-15) | Lozano et Romero 9 | Sparkassen-Arena, Kiel Affluence : 10 300 Arbitrage : Valentin Vakoula et Aleksandr Lioudovik |
| 6 avril 2008 16h00 | ×3 ×4         | Rapport | ×3 ×4              | Sparkassen-Arena, Kiel Affluence : 10 300 Arbitrage : Valentin Vakoula et Aleksandr Lioudovik |

- THW Kiel : Omeyer, Andersson – Jicha (9), Ahlm (6), Andersson  (6), Karabatic  (6), Klein (6), Lövgren (5), Kavtičnik  (2), Lund  (1), Anic, Lundström, Szilágyi
- FC Barcelone : Hvidt, Barrufet – Lozano  (9), Romero (9), Nagy (3), Juanín (2), Rocas (2), Ugalde  (2), Garabaya  (1), Nenadić (1), Nøddesbo  (1), Tomás (1), Fernandez, Xepkin

| 13 avril 2008 16h00 | FC Barcelone   | 44 – 37 | THW Kiel            | Palau Blaugrana, Barcelone Affluence : 6 500 Arbitrage : Per Olesen et Lars Ejby Pedersen |
| 13 avril 2008 16h00 | Iker Romero 10 | (19-20) | Nikola Karabatic 10 | Palau Blaugrana, Barcelone Affluence : 6 500 Arbitrage : Per Olesen et Lars Ejby Pedersen |
| 13 avril 2008 16h00 | ×3 ×5          | Rapport | ×3 ×5               | Palau Blaugrana, Barcelone Affluence : 6 500 Arbitrage : Per Olesen et Lars Ejby Pedersen |

- FC Barcelone : Hvidt, Losert – Romero  (10), Lozano  (9), Nøddesbo  (6), Tomás (6), Rocas (4), Juanín  (3), Ugalde (3), Nagy  (2), Nenadić (1), Garabaya, Larholm, Xepkin
- THW Kiel : Omeyer, Andersson – Karabatic  (10), Jicha (8), Ahlm  (4), Kavtičnik  (4), Lundström (4), Andersson  (3), Klein (2), Lövgren  (2), Anic, Lund, Szilágyi

### Finale
Le BM Ciudad Real est battu à domicile 27-29 lors de la finale aller mais parvient à s'imposer 31 à 25 lors de la finale retour à Kiel et remporte son deuxième titre dans la compétition aux dépens du THW Kiel  :
| 4 mai 2008 16h00 | BM Ciudad Real      | 27 – 29 | THW Kiel           | Quijote Arena, Ciudad Real Affluence : 5 500 Arbitrage : Slobodan Visekruna et Zoran Stanojevic |
| 4 mai 2008 16h00 | Ólafur Stefánsson 6 | (13-14) | Nikola Karabatic 9 | Quijote Arena, Ciudad Real Affluence : 5 500 Arbitrage : Slobodan Visekruna et Zoran Stanojevic |
| 4 mai 2008 16h00 | ×3 ×4               | Rapport | ×3 ×4              | Quijote Arena, Ciudad Real Affluence : 5 500 Arbitrage : Slobodan Visekruna et Zoran Stanojevic |

- BM Ciudad Real : Hombrados, Šterbik – Stefánsson (6), Laen  (4), Rutenka  (4), Zorman (4), Pajovič  (3), Entrerríos (2), Källman  (2), Dinart (1), García Parrondo  (1), Davis , Metličić, Morros.
- THW Kiel : Omeyer, Andersson – Karabatic (9), Kavtičnik  (6), Ahlm  (5), Jicha (3), Klein (2), Andersson (1), Lövgren  (1), Lund  (1), Zeitz (1), Anic, Lundström , Szilágyi.

| 11 mai 2008 16h00 | THW Kiel        | 25 – 31 | BM Ciudad Real       | Sparkassen-Arena, Kiel Affluence : 10 300 Arbitrage : Darko Repensek et Janko Pozeznik |
| 11 mai 2008 16h00 | Vid Kavtičnik 8 | (13-15) | Ólafur Stefánsson 12 | Sparkassen-Arena, Kiel Affluence : 10 300 Arbitrage : Darko Repensek et Janko Pozeznik |
| 11 mai 2008 16h00 | ×3 ×1           | Rapport | ×3 ×5 ×2             | Sparkassen-Arena, Kiel Affluence : 10 300 Arbitrage : Darko Repensek et Janko Pozeznik |

- THW Kiel : Omeyer, Andersson – Kavtičnik  (8), Ahlm (6), Karabatic (4), Jicha  (2), Klein (2), Zeitz  (2), Lund  (1), Andersson, Anic, Lövgren, Lundström, Szilágyi.
- BM Ciudad Real : Hombrados, Šterbik – Stefánsson  (12), Källman (11), Entrerríos (2), Laen (2), Pajovič  (2), García Parrondo  (1), Zorman  (1), Dinart , Masachs, Metličić, Morros, Uríos.

## Le champion d'Europe
| Champion d'Europe EHF Ligue des Champions 2007-2008 BM Ciudad Real 2e titre |

L'effectif du BM Ciudad Real pour la saison 2007-2008 était,, :

## Statistiques
| Rang | Joueur            | Club                 | Buts |
| ---- | ----------------- | -------------------- | ---- |
| 1    | Kiril Lazarov     | RK Zagreb            | 96   |
| 1    | Ólafur Stefánsson | BM Ciudad Real       | 96   |
| 3    | Iker Romero       | FC Barcelone         | 93   |
| 4    | Marcus Ahlm       | THW Kiel             | 92   |
| 5    | Nikola Karabatic  | THW Kiel             | 87   |
| 6    | Siarhei Rutenka   | BM Ciudad Real       | 85   |
| 7    | Yoon Kyung-shin   | HSV Hambourg         | 84   |
| 8    | Mladen Bojinović  | Montpellier AHB      | 78   |
| 9    | Luc Abalo         | US Ivry              | 74   |
| 10   | Lasse Svan Hansen | GOG Svendborg TGI    | 73   |
| 10   | Cristian Malmagro | Portland San Antonio | 73   |